# Januarino (vigário)
Januarino (em latim: Ianuarinus) foi um oficial romano do século IV, ativo durante o reinado dos imperadores Constantino (r. 306–337) e Licínio (r. 308–324). Em 319, exerceu ofício em Corinto, talvez vigário do prefeito pretoriano da Mésia e em 320 foi vigário de Roma em nome do prefeito pretoriano. Talvez pode ser associado ao cônsul homônimo.